# 测光标准星
測光標準星是一系列在不同測光系統的光通帶，經過十分謹慎測量了其光度的恒星。其他天體可以使用連接到望远镜的CCD相機或光電光度計，和通量或收到的光量，與測光標準星比較，以確定該天體確實的亮度或星等。
目前，最常被天文學家用到的光度標準星集是 Arlo U. Landolt 在1992年發表在天文期刊104卷第一冊340-371頁的UBVRI系統。